# 헬레니즘 문명

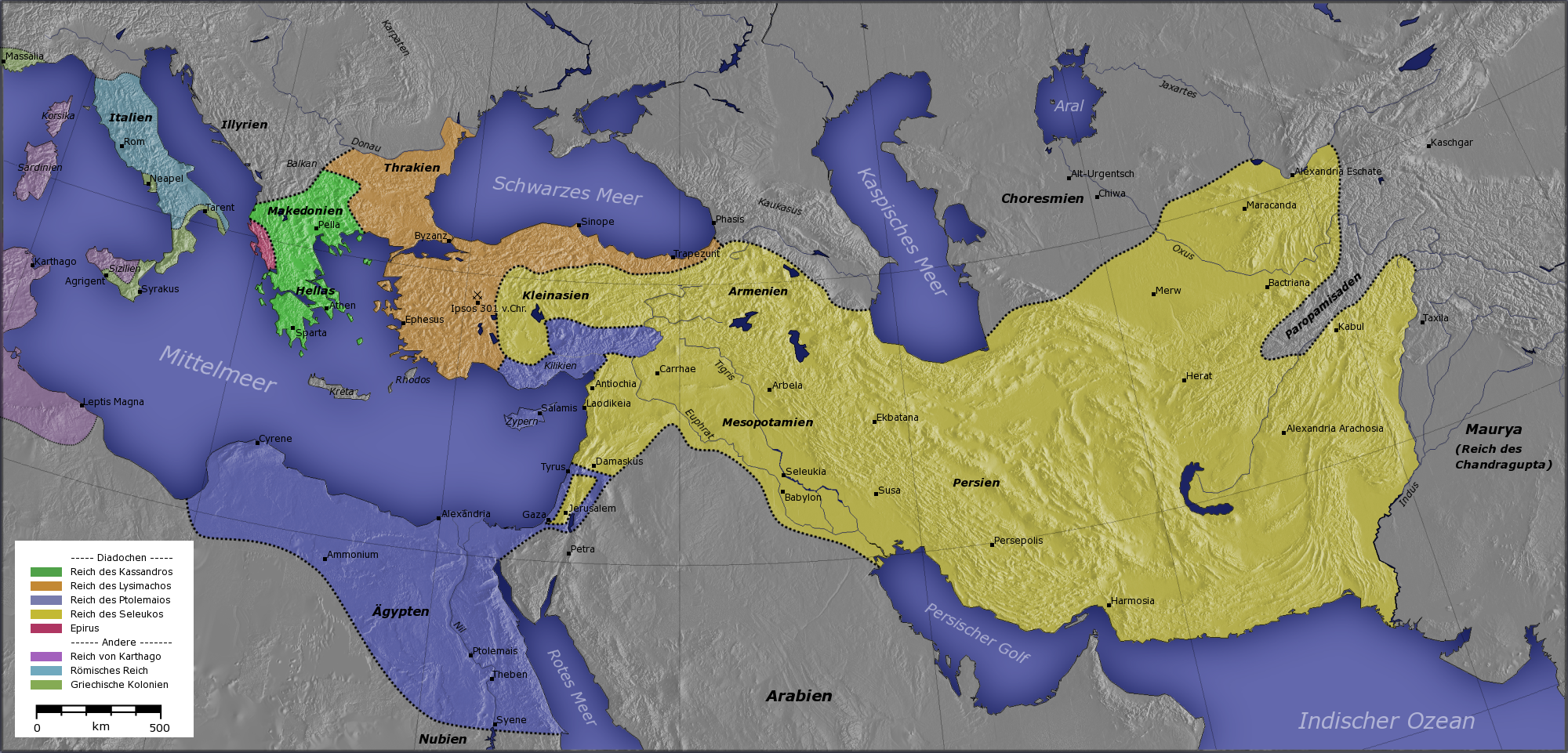
주요 헬레니즘 왕국: 프톨레마이오스 왕국(파랑), 셀레우코스 왕국(노랑), 마케도니아(녹색), 에페이로스(분홍). 주황색 지역은 기원전 281년 이후 종종 분쟁지역이었다. 페르가몬 왕국도 이 지역에 있었다.

헬레니즘 문명은 기원전 323년에서 146년 사이(혹은 기원전 90년까지)의 고대 세계에서 그리스의 영향력이 절정에 달한 시대를 일컫는다. 헬레니즘은 그리스 고전기 이후의 시대로, 이후 로마가 그리스의 정복지를 지배하게 되면서 로마 시대로 넘어간다. 그러나 로마 시대에도 그리스 문화, 예술, 문학은 로마 사회에 스며들어, 로마의 지도층은 라틴어와 마찬가지로 그리스어를 구사했다. 마케도니아 왕국의 알렉산드로스 대왕이 페르시아 제국을 정복하여 마케도니아 왕국은 서남 아시아(근동 혹은 중동)에서 고대 이집트에 이르는 대제국으로 발전했다. 그리스 문화와 언어가 그리스인 지배자들과 함께 새 제국 전역에 널리 퍼졌으며, 반대로 헬레니즘 왕국들은 각지 토착 문화의 영향을 받게 되어 필요나 편의에 따라 지역 관습을 받아들이게 되었다.
그리하여 헬레니즘 문명은 고대 그리스 세계와 중동, 서남 아시아의 문화가 융합된 산물이었다. 그리스와 아시아 문화의 혼성이 실제로 얼마 정도였느냐는 논쟁의 여지가 있으나, 대체로 사회 상류층의 실용적인 문화 수용으로 보고 있으며, 당시 인구 대다수는 이전과 다를 바 없는 생활을 영위한 것으로 보인다.
헬레니즘 시대의 특징으로는 (기원전 8~6세기의 식민화와 다른) 그리스 식민화가 새롭게 진행되었다는 것이다. 그리스인들은 아시아와 아프리카에 그리스 도시를 건설했다. 이들 새 도시는 이전처럼 특정한 일개 '모도시(母都市)' 출신이 아닌, 그리스 세계의 여러 지역에서 온 그리스 식민자들로 구성되었다. 주된 문화 중심지는 그리스 본토에서 페르가몬, 로도스, 그 밖에 셀레우케이아, 안티오케이아, 알렉산드리아 등 새로운 식민 도시들로 확대되었다. 그리스어 사용자들이 뒤섞이면서 일반적으로 아티카 방언에 기반을 둔 코이네가 헬레니즘 세계의 링구아 프랑카가 되었다.
헬레니즘이란 용어는 그리스어로 원래 그리스인 자신을 지칭하던 Ἕλλην(Héllēn)에서 나온 말이다. 역사가 요한 구스타프 드로이젠이 기원전 4세기 알렉산드로스 대왕이 정복한 非그리스 지역의 그리스 문화와 식민화의 확산을 일컫는 말로 이 용어를 만들었다. 그는 1833년 자신의 저서 《알렉산드로스 대왕의 역사》에서 고전 그리스 문화를 동경하던 알렉산드로스가 정복 사업과 더불어 광범위한 지역에 그리스 문화를 전파하여, 그리스적 정신과 동방 정신이 융합한 범세계적 문화를 일컬어 그리스적 문화, 즉 헬레니즘 문화라 명명했다.
드로이젠의 이런 생각이 얼마나 타당한지는 논란이 분분하며, '헬레니즘'을 거부하는 사람도 많다.(적어도 드로이젠이 생각한 특정한 그 의미에 대해서는 말이다.) 그러나 용어 '헬레니즘'은 역사상의 이 시기를 이르는 데 유용하며, 더 좋은 표현도 없다.

## 역사
헬레니즘 시대는 명목상 알렉산드로스 대왕이 바빌론에서 죽은 기원전 323년으로 비정된다. 이전 수십 년간 원정을 수행하면서 알렉산드로스는 다리우스 3세를 무찌르고 페르시아 제국 전체를 정복했다. 정복지는 소아시아, 아시리아, 레반트, 이집트, 메소포타미아, 메디아, 페르시아와 오늘날 아프가니스탄과 파키스탄 일부 지역, 중앙 아시아 초원 지대를 망라했다.
알렉산드로스는 새 제국의 다음 후계자를 딱히 정해놓지 않고 젋은 나이에 세상을 떠났다. 그는 임종 당시 후계자로 "가장 강한 자"를 지목했다. 그 결과 휘하 장군들(디아도코이) 사이에 죽고 죽이는 내전 상태가 40년간 계속되다가 어느 정도 안정기로 접어들었는데, 당시 네 세력이 있었다.
- 마케도니아과 그리스 중부의 안티고노스 왕조.
- 알렉산드리아 중심의 이집트 프톨레마이오스 왕조
- 안티오케이아 중심의 시리아 셀레우코스 왕조
- 페르가몬 중심의 아나톨리아 아탈로스 왕조

이후 두 왕국이 더 들어서는데, 소위 그리스 박트리아 왕국, 인도 그리스 왕국이다.
그리하여 이들 왕국은 각자의 길을 걸어갔다. 대부분 왕조 말기에 이르러 로마에 흡수되기까지 서서히 쇠퇴했다. 이들 간에 동맹, 정략 결혼, 전쟁이 되풀이되었다. 그러나 디아도코이 왕국들의 지배자는 모두 스스로를 그리스인으로 여겼으며, 다른 헬레니즘 국가들도 "야만인"이 아닌 "그리스인" 나라로 인식했다.
헬레니즘 시대는 대개 로마가 그리스 본토 대부분을 정복하고 고대 마케도니아 전체를 흡수한 기원전 146년에 종식된 것으로 비정된다. 로마가 흥기하여 지중해 세계에 절대 패권을 휘두르게 되던 시기부터 "로마 시대"로 부른다. 헬레니즘 시대의 종식을 기원전 30년으로 보기도 하는데, 이때 마지막 헬레니즘 왕국 프톨레마이오스 왕조의 이집트가 로마에 정복되었다. (셀레우코스 제국의 잔당은 30여 년 전에 이미 소탕되었다) 이 해는 헬레니즘 문명의 패권이 완전히 몰락했음을 더욱 극명하게 보여준다.

## 헬레니즘 세계
위에서 설명한 네 개 주요 왕국 외에도 헬레니즘 시대에 그리스의 영향권은 더욱 넓었다. 그리스 본토 상당수와 도서지역은 마케도니아의 지배를 받을 때가 많았지만 최소한 명목상으로는 독립을 유지하고 있었다. 마케도니아와 국경을 접한 에페이로스 왕국도 그리스의 영향을 크게 받았으며, 중요한 헬레니즘 왕국이었다. 더 서쪽으로 가면 시칠리아와 마그나 그라이키아(이탈리아 남부)가 헬레니즘 초기 로마의 정복 전까지 독립을 지키고 있었다. 그러나 이들은 로마에 그리스 문화가 수입되어 발전하는 데 기여했다. 소아시아에는 非그리스 왕국이던 폰토스와 카파도키아가 있었는데, 직접 헬레니즘화되지는 않았지만, 그리스의 영향을 크게 받았다. 헬레니즘 세계에서 동쪽 변경에는 그리스-박트리아 왕국이 셀레우코스 제국의 뒤를 이어 들어섰다. 기원전 2세기경 그리스-박트리아는 인도 북서부를 정복하여 인도-그리스 왕국을 세워 헬레니즘의 확산을 촉진했다.(달리 말하면 셀레우코스 왕조가 손을 놓고 있던 지역이었다.) 실로 인도-그리스 왕국은 유럽과 떨어져 거의 알려져 있진 않았고, 종국에는 "헬레니즘"이라 부를 수 없는 상태였지만 엄밀히 말해 최후의 헬레니즘 국가이다. 여담으로 1~3세기경 그리스의 헬레니즘 문화랑 인도의 불교문화가 결합하여 간다라 미술이 나타났고, 간다라 미술은 불상 조각 양식에 큰 영향을 주었으며, 아시아 각국으로 전파되었다. 

## 헬레니즘화
헬레니즘화(Hellenization)의 개념은 그리스 문화의 확산을 의미하며, 오랫동안 이에 관한 논쟁이 있어 왔다. 의심할 나위 없이 헬레니즘 왕국들을 통해 그리스의 영향이 퍼졌으나, 그 범위가 얼마 정도였는지, 혹은 이 현상이 의도적인 정책의 산물인지 혹은 그저 문화의 전파인지에 대해서는 논란의 대상이 되고 있다.

### 알렉산드로스
알렉산드로스 자신은 "헬레니즘화" 정책을 취한 것으로 보인다. 그러나 이면의 구체적인 동기는 확실하지 않다. 이것이 그리스 문화를 의도적으로 확대하려는 시도였다면, 아마도 그의 광대한 제국이 제대로 기능하는데 도움이 되기 위한 실용적인 정책이었을 것이다. 또 이러한 정책은 알렉산드로스가 말년에 보였던 과대 망상의 결과였을지도 모른다는 해석도 있다.
알렉산드로스가 당초에 내세운 정책 방향은 제국 전역에 도시들을 건설(혹은 재건)하는 것이었다. 과거에는 이런 정책이 제국 전체에 그리스 문화를 전파하려는 알렉산드로스의 열망이었다고 해석되었다. 이들 도시들은 아마도 각지의 행정 중심지를 목적으로 건설되었으며, 그리스 인들이 정착했는데 알렉산드로스의 원정대 출신 병사들이 많았다. 틀림없이 이로써 제국 전역에 그리스의 영향이 확대되었지만, 당초의 목적은 그리스 문화 확대가 아니라 제국의 새로운 신민들을 다스리려는 의도였을 것이다. 그러나 이런 설명은 둘 가운데 어느 쪽으로든 해석이 된다. "문명화"란 "지배"의 다른 표현이다.
두 번째로 알렉산드로스는 결혼을 통해 페르시아인과 그리스인이 통합된 지배 계급을 창출하고자 했다. 그는 아무래도 페르시아인보다는 그리스인에 더 의존하긴 했고, 인도에서 돌아온 뒤 페르시아 태수(泰守)들을 숙청하기도 했지만, 그리스인과 페르시아인을 고루 요직에 등용했다. 그는 또 페르시아 궁정의 여러 요소를(왕실 관복이나 궁정 행사 및 시종 등) 도입하여 두 문화를 섞고자 했으며, 자신의 그리스인 백성에게도 키스 의식(proskynesis)을 요구하기도 했다. 이것은 아마도 알렉산드로스 자신을 "위대한 왕"으로 높이는 그들의 행위를 통해 두 민족을 동등하게 만들고자 하려는 시도였다. 그러나 마케도니아인들은 이에 몹시 분노했는데, 그리스 관습에서 이런 행위는 오직 신에게만 드리는 것이기 때문이었다. 이 정책은 그리스 문화를 확대하거나 하나의 혼성 문화를 만들려는 시도로 해석할 수 있다. 그러나 이것은 거대한 제국을 다스리는데 도움이 되고자 했던 시도로 보는게 더 타당할 것이다. 알렉산드로스는 마케도니아인 부하들처럼 페르시아 귀족들에게서도 충성을 얻어야 했다. 혼합된 궁정 문화는 페르시아인들을 배제하지 않기 위해 만들어졌을 것이다. 나아가 알렉산드로스가 박트리아 공주 록사나와 결혼하여 아이를 낳은 것도 아시아인과 그리스인 모두가 수용할 수 있는 왕조를 만들기 위한 시도로 해석할 수 있다.
그리고 알렉산드로스는 페르시아 병사(일부는 마케도니아식으로, 다른 일부는 원래 방식대로 훈련을 하여)를 배치하여 군대를 통합했다. 그러나 이것은 그저 병력 부족에 따른 조치로 보인다. 점점 심해지던 알렉산드로스의 과대 망상은 대규모 사민정책을 통해 유럽과 아시아의 인구를 완전히 혼혈화하는 그의 계획에서도 찾아볼 수 있다. 이 비현실적인 정책은 새로운 혼성 문화를 창출하려는 시도로 해석될 수 있지만, 이 정책의 무모함으로 볼 때 다소 다르게 진행되었음을 알 수 있다.
즉 알렉산드로스의 정책은 확실히 그리스 문화의 확대를 초래했지만, 이것이 당초의 목적이었는지는 의문스럽다. 그보다 알렉산드로스의 정책은 넓은 새 영토를 다스리기 위한 실용적인 수단이었으며, 다른 자가 아닌 자신이 그리스와 아시아의 두 문화를 이어받았다는 점을 내세운 것도 그런 목적을 위한 부분적인 수단이었을 것이다.

### 후계자들의 헬레니즘화

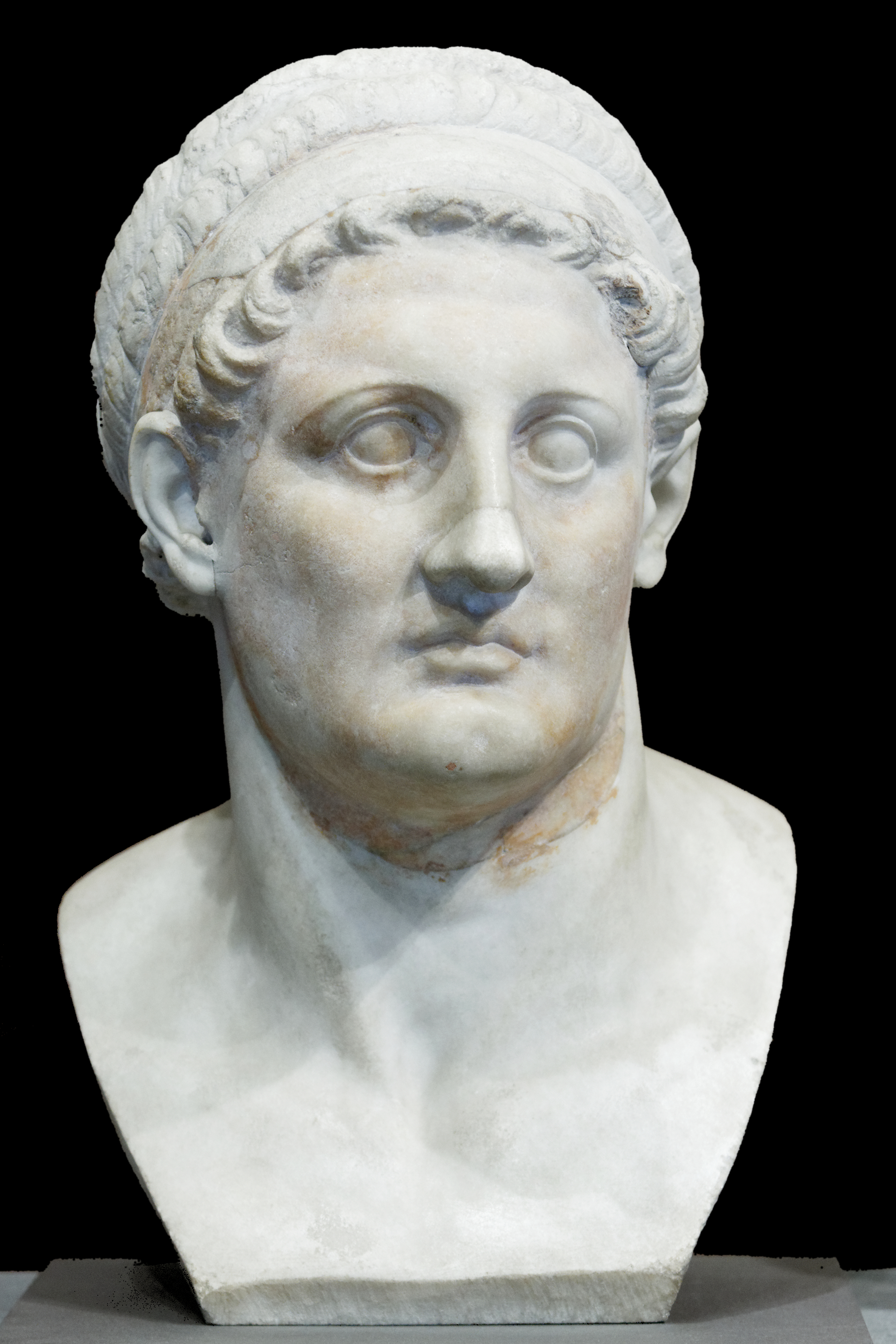
그리스인으로 묘사되어 있는 프톨레마이오스 1세 소테르의 흉상

기원전 323년 알렉산드로스가 죽고 제국은 그의 부하 장군들의 영토들로 갈라졌다. 디아도코이는 자신들도 참여한 바 있는 국제 결혼 등 알렉산드로스가 추진한 대부분의 문화적 변화를 거부했다. 그러나 그리스 식민자들이 새 왕국에 흘러들어오면서 아시아에 그리스 문화가 계속 퍼졌다. 후계자들 역시 특정 지역을 지배하기 위해 새로운 도시를 건설했으며, 이들 도시는 문화 전파의 중심이 되었다. 후계자들하에서 그리스 문화의 확산은 적극적인 정책이 뒷받침된 것이 아니라, 그리스인들 자신이 이룬 것이다.
처음에는 소극적이었지만 이후 후계자들은 자연스럽게 토착 문화를 받아들이게 되는데, 아마도 해당 지역 토착민들을 계속 지배하기 위한 수단이었을 것이다. 그리하여 가령 프톨레마이오스 왕조의 경우를 보면, 이집트의 첫 헬레니즘 군주 프톨레마이오스 1세 소테르는 이미 파라오로 묘사되고 있다. 비슷한 경우로, 인도-그리스 왕국에서는 불교로 개종한 왕들(메난드로스 등)도 있다. 그리하여 이 지역의 그리스인들은 지역 관습을 받아들이며 점차 "토착화"되었다. 이런식으로 혼성 "헬레니즘적" 문화가 자연스럽게 (적어도 지배층 사이에서는) 나타났다.
결론적으로 알렉산드로스의 정복과 후계자 왕국을 통해 그리스 식민화와 문화 전파가 이루어졌으나 이것이 의도적인 정책은 아닌 것 같다. 또 헬레니즘화와 더불어 역으로 아시아 문화가 유럽에도 전해졌다. 그렇지만 이 시대의 대격변으로 혼성 "헬레니즘" 문화가 발달하게 되었다고 볼 수 있다. 헬레니즘 세계에서 그리스 문화의 영향력은 때론 과장되기도 하는데, 이것은 알렉산드리아같은 매우 헬레니즘화된 소수의 도시 출신의 사람들이 나중에 큰 영향력을 행사했기 때문이었을 것이다.

19세기의 여러 학자들은 헬레니즘 시대를 고전기 그리스의 빛나는 문화가 쇠퇴한 시기라고 주장했다. 이런 식의 비교는 이제 공정하지 못하고 무의미하게 보이지만, 그 시대에는 주석자들도 최고의 문화가 종결되는 시대로 언급하곤 했다. 이것은 그리스 정치의 성격과 연관되어 있을 것이다. 아테네 민주주의 창설 이후에 대해 다음과 같은 글이 있다.
아테네인들은 자신들이 갑작스레 강국이 되었음을 알게 되었다. 한 가지 분야가 아닌, 그들은 모든 면에 관심을 가졌다... 참주의 신민일 때 그들은 무엇을 이루었는가? 노예와 같은 상태에서 그들은 위축되고 정체되었다. 그러나 그들이 자유를 얻자, 일개 시민이 아닌 그는 바로 자신을 위해 일하고 있음을 느꼈다.
그리하여 그리스 폴리스의 쇠퇴와 군주 국가의 성립으로 정치 분위기와 사회적 자유는 위축되었다. 이것은 르네상스 시대의 이탈리아에서 도시 국가가 발전하다가 독재자의 지배로 쇠퇴하게 된 경우와 비견될 수 있다.
그러나 헬레니즘 문화는 나름의 성과를 남겼는데, 특히 과거의 유산을 보존한 것이 그러하다. 헬레니즘 시대의 국가들은 과거의 잃어버린 영광에 집착하는 듯 했다.
아테네는 여러 도서관과 더불어 교육, 특히 철학과 수사학에서 명성을 유지했다. 알렉산드리아는 그리스 학문에서 두 번째로 중요한 중심지로 볼 수 있다. 알렉산드리아 도서관은 700,000 여권의 장서를 소장했다고 한다. 페르가몬 시는 알렉산드리아 도서관 다음으로 많은 200,000 여권 규모의 도서관이 있었으며, 도서 출판의 중심지가 되었다. 로도스 섬은 정치 외교 분야에서 유명한 최고 교육 기관으로 유명했다. 키케로는 아테네에서 수학했으며, 마르쿠스 안토니우스는 로도스에서 공부했다. 안티오케이아는 왕국의 수도이자 그리스 학문의 중심지로 그 위상은 기독교 시대까지 유지되었다. 셀레우케이아는 티그리스강 저지 지역에서 바빌론을 대신하여 수도가 되었다.
중동과 아시아에 그리스 문화가 확산된 것은 그리스 도시의 발달에 기인하는 바가 크다. 무역로상에 자리잡았던 이란의 아이 카눔같은 도시는 문화의 혼합과 확산이 이루어지는 무대였다. 지역 신이 그리스 신으로 동일시되면서 그리스 양식의 신전 건물이 들어서고, 도시에서 그리스 문화란 체육관 같은 건물이 흔해진 것을 의미하게 되기도 했다. 여러 도시들이 지역 군주나 태수에게 명목상의 지배를 받지만 사실상 자치권을 가지고 있었으며, 그리스식의 제도를 갖춘 곳도 있었다. 그리스식 봉헌, 조상(彫像), 건축, 비문이 여러 지역에서 발견된다. 그러나 지역 문화가 밀려나지는 않았으며, 그리스 문화와 혼합하여 새로운 문화를 창출했다.
그리스어와 문학도 옛 페르시아 제국 땅 전역에 퍼졌다. 알렉산드로스 서정 문학(주로 이집트)은 다른 형식의 이야기 뿐 아니라 그리스 극장 덕분에 발전했다. 프톨레마이오스 1세 소테르가 세운 알렉산드리아 도서관은 학문의 중심지가 되었으며, 다른 군주들도 이를 모방했다. 일례로 그리스 극장의 확산을 들 수 있는데, 플루타르코스의 이야기에 따르면 로마 장군 크라수스가 전사하자 그의 머리를 파르티아인들이 궁정으로 가져갔는데, 그때 파르티아 궁정에서는 에우리피데스의 비극 바카이가 공연되고 있었다고 한다. 극장은 박트리아 한 구석의 아이 카눔에서도 발견되는데, 35개의 좌석열을 갖추고 있어 바빌론의 극장보다 더 크다.
그리스의 영향력과 언어가 퍼진 것은 코이네의 확산으로도 알 수 있다. 초상화는 더욱 사실적으로 변했으며, 화폐 도안도 신의 형상이나 역사적 사건을 기념하는 등 선전적인 성격도 보여주고 있다. 그리스식 초상화와 그리스어는 그리스어 사용이 쇠퇴한 파르티아 시대에도 계속 이어졌다.

## 헬레니즘 이후
기원전 2, 1세기에 로마가 그리스를 야금야금 잠식하고, 기원전 30년 이집트를 정복하여 로마 제국은 지중해 전역을 지배하게 되었다. 그러나 호라티우스는 "정복당한 그리스는 야만적인 승리자를 정복하고 조야한 라티움에 자신들의 예술을 전해주었다"(Graecia capta ferum victorem cepit et artes intulit agresti Latio)라고 말한 바 있다. 로마의 예술과 문학은 헬레니즘의 예에서 많이 차용되었다. 코이네 그리스어는 로마 제국의 동부 속주에서 지배적인 언어로 계속 남았다. 수도 로마 시에서도 코이네는 일상적으로 널리 쓰였으며, 권력층은 그리스어를 라틴어만큼 유창하게 구사했다.

## 참고 문헌
- Green, Peter. Alexander The Great and the Hellenistic Age. Orion Publishing Group, Limited, 2008, ISBN 0-7538-2413-2.
- Austin, Michel M., The Hellenistic world from Alexander to the Roman conquest: a selection of ancient sources in translation, Cambridge University Press, 1981. ISBN 0-521-22829-8

## 같이 보기
- 헬레니즘 시대의 그리스
- 디아도코이